# Halové mistrovství České republiky v atletice 2025
Halové mistrovství ČR v atletice 2025 se uskutečnilo ve dnech 22.–23. února 2025 v Ostravě-Vítkovicích. 

## Výsledky

### Muži
|                                   | Zlato                                                          | Výkon    | Stříbro                                                                 | Výkon    | Bronz                                                                     | Výkon    |
| 60 m                              | Zdeněk Stromšík                                                | 6,71     | Matyáš Koška                                                            | 6,72     | Tomáš Němejc                                                              | 6,76     |
| 200 m                             | Tomáš Němejc                                                   | 20,65    | Ondřej Macík                                                            | 20,79    | Eduard Kubelík                                                            | 21,03    |
| 400 m                             | Michal Desenský                                                | 46.20    | Matěj Krsek                                                             | 46,37    | Milan Ščibráni                                                            | 46,49    |
| 800 m                             | Jakub Dudycha                                                  | 1:47,25  | Daniel Kotyza                                                           | 1:47,84  | Jakub Davidík                                                             | 1:48,30  |
| 1500 m                            | Filip Sasínek                                                  | 3:39,05  | Jan Friš                                                                | 3:39,29  | Filip Toul                                                                | 3:47,65  |
| 3000 m                            | Jakub Peterka                                                  | 8:22,92  | Marek Strnad                                                            | 8:25,08  | Bonifác Boháč                                                             | 8:26,12  |
| 60 m př.                          | Jonáš Kolomazník                                               | 7,64     | Štěpán Štefko                                                           | 7,80     | Vilém Stráský                                                             | 7,88     |
| 4 × 200 m                         | TJ Dukla Praha Ondřej Macík Vít Müller Jiří Polák Tomáš Němejc | 1:26,92  | VSK Univerzita Brno Václav Hamšík Daniel Kotyza Adam Kosina Tomáš Horák | 1:27,81  | ASK Slavia Praha Jan Šulc Benedikt Spálenka Vojtěch Cihlář Jakub Myslivec | 1:27,83  |
| Chůze na 5 km Praha 9. února 2025 | Vít Hlaváč                                                     | 19:50,00 | Jaromír Morávek                                                         | 19:51,75 | Adam Zajíček                                                              | 20:25,09 |
| Skok do výšky                     | Marek Bahník                                                   | 2,15     | Adam Rybák                                                              | 2,12     | Josef Adámek                                                              | 2,12     |
| Skok o tyči                       | Matěj Ščerba                                                   | 5,62     | David Holý                                                              | 5,49     | Mario Hajzler                                                             | 5,27     |
| Skok daleký                       | Radek Juška                                                    | 7,80     | Luka Čurković                                                           | 7,58     | Michal Jára                                                               | 7,42     |
| Trojskok                          | Pavel Halátek                                                  | 15,79    | Jakub Kunt                                                              | 15,46    | Jonáš Pospíšil                                                            | 14,85    |
| Vrh koulí                         | Tomáš Staněk                                                   | 21,18    | Tadeáš Procházka                                                        | 19,05    | Tomáš Vilímek                                                             | 17,29    |
| Sedmiboj Praha 7.–9. února 2025   | Vilém Stráský                                                  | 5996     | Vilém Stráský                                                           | 5815     | Michal Jára                                                               | 5765     |

### Ženy
|                                   | Zlato                                                                             | Výkon    | Stříbro                                                                      | Výkon    | Bronz                                                                          | Výkon    |
| 60 m                              | Karolína Maňasová                                                                 | 7,17     | Pavla Kvasničková                                                            | 7,42     | Nikola Bendová                                                                 | 7,47     |
| 200 m                             | Lurdes Gloria Manuel                                                              | 23,21    | Barbora Šplechtnová                                                          | 23,84    | Lada Vondrová                                                                  | 23,92    |
| 400 m                             | Nikoleta Jíchová                                                                  | 52,10    | Tereza Petržilková                                                           | 52,72    | Marcela Pírková                                                                | 53,84    |
| 800 m                             | Kimberley Ficenec                                                                 | 2:03,68  | Pavla Štoudková                                                              | 2:04,01  | Tereza Fusková                                                                 | 2:05,74  |
| 1500 m                            | Kristiina Sasínek Mäki                                                            | 4:10,16  | Diana Mezuliáníková                                                          | 4:10,63  | Pavla Štoudková                                                                | 4:27,75  |
| 3000 m                            | Jana Johanová                                                                     | 9:23,48  | Barbora Lampová                                                              | 9:30,43  | Bára Stýblová                                                                  | 9:32,28  |
| 60 m př.                          | Helena Jiranová                                                                   | 8,08     | Tereza Elena Šínová                                                          | 8,19     | Ester Bendová                                                                  | 8,33     |
| 4 × 200 m                         | AK ŠKODA Plzeň Tereza Petržilková Linda Suchá Valentýna Jindrová Lucie Zavadilová | 1:37,61  | USK Praha Nikola Bendová Veronika Petrásková Věra Holubářová Marcela Pírková | 1:37,82  | AK Olymp Brno Dominika Bezdíčková Veronika Hutárková Ema Králová Anna Cerovská | 1:38,40  |
| Chůze na 3 km Praha 9. února 2025 | Ema Klimentová                                                                    | 13:30,53 | Nelly Bugárová                                                               | 14:50,94 | Štěpánka Pohlová Kučerová                                                      | 16:19,98 |
| Skok do výšky                     | Zdara Pezinková                                                                   | 1,81     | Klára Krejčiříková                                                           | 1,81     | Renata Láníková                                                                | 1,78     |
| Skok o tyči                       | Viktorie Ondrová                                                                  | 4,26     | Veronika Šebáková                                                            | 4,21     | Apolena Švábíková                                                              | 4,11     |
| Skok daleký                       | Tereza Elena Šínová                                                               | 6,27     | Linda Suchá                                                                  | 6,13     | Daniela Volná                                                                  | 6,13     |
| Trojskok                          | Linda Suchá                                                                       | 13,76    | Emma Maštalířová                                                             | 13,39    | Adéla Sochorová                                                                | 13,13    |
| Vrh koulí                         | Katrin Brzyszkowská                                                               | 16,69    | Martina Mazurová                                                             | 15,37    | Marta Zachařová                                                                | 14,21    |
| Pětiboj Praha 7.–9. února 2025    | Adéla Tkáčová                                                                     | 4031     | Kamila Frontzová                                                             | 4019     | Anna Kerbachová                                                                | 3989     |